# Fibi und ihr Einhorn
Fibi und ihr Einhorn (engl. Phoebe and her Unicorn) ist eine Comicserie, die von Dana Simpson geschaffen wurde und seit 2012 erscheint. Auf Deutsch werden die Sammelausgaben der Comicstrips im H.F.-Ullmann-Verlag herausgebracht.

## Inhalt
Das Mädchen Fibi begegnet im Wald einem Einhorn namens Maiglöckchen Samtnüster, das ihr einen Wunsch gewährt. Fibi wünscht sich das Einhorn daraufhin zur besten Freundin. Zusammen erleben sie einige Abenteuer.
Wiederkehrende Momente sind, dass Fibi nie für ihre Klavierstunden übt und Maiglöckchen alles um sich herum vergisst, wenn sie ihr Spiegelbild betrachtet, wobei es keine Rolle spielt, worin sie sich spiegelt. Wann immer Fibi von Maiglöckchen beeindruckt ist, sagt diese selbstbewusst und triumphierend: „Einhorn.“ 

## Figuren
- Fibi: Fibi ist ein neunjähriges, verträumtes Mädchen. Sie hat viel Phantasie, weshalb die anderen Kinder in ihrer Schule sie für wunderlich halten.

- Maiglöckchen Samtnüster: Maiglöckchen ist ein weibliches Einhorn und sehr stolz darauf. Sie kann mit ihrem Horn zaubern. Damit sie in der Menschenwelt nicht so auffällt, errichtet sie einen Schutzschild der Langeweile, der dafür sorgt, dass sie kaum jemand wahrnimmt. Sie frisst gerne Gras und Obst.

- Fibis Eltern: Es ist nicht viel über sie bekannt, aber sie machen sich oft Sorgen um Fibis soziale Kontakte. Ihre Mutter malt gern und interessiert sich ebenso wie ihr Vater für Videospiele.

- Daria: Daria ist Fibis Klassenkameradin und ziemlich eingebildet. Bei ihrem ersten Zusammentreffen zauberte Maiglöckchen Darias Haare weg und ersetzte sie durch magische Haare. Später entwickelt sich Daria doch zu einer guten Freundin Fibis. Daria hat einen Vlog auf MoiTub; eine Anspielung auf Youtube.

- Max: Ein Mitschüler Fibis. Fibis ist ein bisschen in ihn verliebt. Max begeistert sich für Wissenschaft und Elektronik. In Band 6 erfährt man, dass er zwei Mütter hat.

- Herr von Demutsleben: Ein männliches Einhorn, für das Maiglöckchen eine große Schwäche hat. Man sieht jedoch immer nur sein Horn, weil er sehr schüchtern ist und sich in einem Gebüsch versteckt.

- Florentine Fritzi Ekelnüster: Sie ist Maiglöckchens Schwester. Ihr Nachname rührt daher, weil ihr beim Niesen Spinnen aus den Nüstern fliegen.
- Teddy: Teddy ist ein Drache, der gerade mal so groß ist wie eine Menschenhand. Er ist ein guter Freund von Maiglöckchen. Anstelle von Feuer speit er Süßigkeiten, wobei er genau steuern kann, welche Art Süßigkeiten es sein sollen.

## Veröffentlichungen
Die Serie erscheint seit Januar 2012 als Comicstrip auf der Online-Plattform GoComics, zunächst unter dem Titel Heavenly Nostrils. Seit 2015 erscheint es, nun als Phoebe and her Unicorn in über 100 Zeitungen und wird vertrieben von Andrews McMeel. Der Verlag bringt die Serie seit 2014 auch in Sammelbänden heraus, bis 2018 erschienen sieben Bände. Im gleichen Jahr kam auch ein erster Band auf Russisch heraus sowie beim H.F.-Ullmann-Verlag die ersten drei Bände auf Deutsch. Die Vorworte der ersten zwei Bände stammen von Peter S. Beagle, dem Autor von Das letzte Einhorn und Lauren Faust, der Erfinderin von My Little Pony – Freundschaft ist Magie.

## Rezeption
In den USA wurde der Comic 2015 mit dem Washington State Book Award als das Beste Buch für ältere Kinder ausgezeichnet. 2016 folgte die Auszeichnung durch die Pacific Northwest Booksellers Association. Die Serie fange das Leben einer Viertklässlerin perfekt ein und biete mit den vielen Anspielungen an die Populärkultur und klugem Humor Unterhaltung nicht nur für Kinder, sondern auch für Erwachsene, so die Begründung zum Preis. Die überarbeitete und kolorierte Fassung der Sammelbände gelangte bis auf die Bestsellerlisten der New York Times.
In der Kritik zur deutschen Ausgabe schreibt der Tagesspiegel, Fibi und ihr Einhorn wirke zunächst „furchtbar kitschig und mindestens so rosa wie der Einband“ und wie etwas, das nur Fans von My little Pony begeistern könne. Doch kombinierten die Strips warmherzigen Charme mit cleverem Witz, ähnlich wie Calvin und Hobbes, sodass sich Leser jeden Alters an ihnen erfreuen könnten. So sei Fibi und ihr Einhorn einer der charmantesten, gefühlvollsten und besten neuen Comicstrips der vergangenen Jahre.